# Kavita Tungar
Kavita Tungar, née Raut le 5 mai 1985 à Nashik (Maharashtra), est une coureuse de longue distance indienne. Elle est la première athlète indienne à remporter une médaille en individuel aux Jeux du Commonwealth avec le bronze sur le 10 000 m en 2010.

## Jeunesse
Née dans une famille tribale pauvre originaire de Harsul, un village près de Nashik, elle a deux frères. Elle avouera plus tard avoir décidé de se mettre à l'athlétisme car elle pouvait le faire pieds nus et sans dépenser d'argent. Elle travaille pour la Oil and Natural Gas Corporation.
En 2011, elle fonde une école, la Ekalayya Athletics and Sports Institute à Nashik, qui entraîne de jeunes athlètes et aide à payer leur éducation.

## Carrière
Lors des Championnats d'Asie d'athlétisme 2009, elle bat son record personnel en 16 min 05 s 90 sur le 5 000 m pour monter sur la troisième marche du podium derrière la Chinoise Xue Fei et la Bahreïnie Tejitu Daba. Elle remporte aussi l'argent sur le 10 000 m.
Pour s'entraîner pour les Jeux, elle participe à un camp d'entraînement à Bangalore puis à Ooty pendant six mois. Aux Jeux du Commonwealth de 2010 à New Delhi, Kavita Tungar remporte le bronze sur le 10 000 m en 33 min 05 s 28 derrière les Kényanes Grace Momanyi (32 min 34 s 11) et Doris Changeywo (32 min 36 s 97),. Elle devient alors la première athlète féminine indienne à remporter une médaille en individuel lors des Jeux du Commonwealth, toutes éditions comprises.  Aux Jeux asiatiques de novembre, elle remporte la médaille d'argent sur le 10 000 m en 31 min 51 s 44 (son record personnel) derrière sa compatriote Preeja Sreedharan (31 min 50 s 47). Elle remporte également le bronze sur le 5 000 m.
En 2012, elle rate les qualifications olympiques mais se console en recevant l'Arjuna Award, un prestigieux prix sportif en Inde.
Elle rate les Jeux asiatiques de 2014 à cause d'une fracture de stress.
Elle remporte le marathon des Jeux sud-asiatiques de 2016 en 2 h 38 min 38 s ce qui lui permet de devenir la quatrième athlète indienne qualifiée pour cette course aux Jeux olympiques. À Rio, elle termine à la 120e place en 2 h 59 min 29 s.

## Palmarès
| Année | Compétition                            | Lieu           | Place | Course        | Temps           |
| ----- | -------------------------------------- | -------------- | ----- | ------------- | --------------- |
| 2004  | Championnats d'Asie juniors            | Ipoh           | 4e    | 1 500 m       | 4 min 58 s 29   |
| 2006  | Championnats du monde de cross-country | Fukuoka        | 89e   | Course courte | 16 min 21 s     |
| 2008  | Championnats d'Asie en salle           | Doha           | 2e    | 3 000 m       | 9 min 26 s 01   |
| 2009  | Championnats d'Asie                    | Canton         | 3e    | 5 000 m       | 16 min 05 s 90  |
| 2009  | Championnats d'Asie                    | Canton         | 2e    | 10 000 m      | 34 min 17 s 21  |
| 2010  | Jeux du Commonwealth                   | New Delhi      | 3e    | 10 000 m      | 33 min 05 s 28  |
| 2010  | Jeux asiatiques                        | Canton         | 2e    | 10 000 m      | 31 min 51 s 44  |
| 2010  | Jeux asiatiques                        | Canton         | 3e    | 5 000 m       | 15 min 16 s 54  |
| 2011  | Championnats d'Asie                    | Kobe           | 8e    | 5 000 m       | 16 min 23 s 06  |
| 2011  | Championnats d'Asie                    | Kobe           | 6e    | 10 000 m      | 35 min 24 s 35  |
| 2012  | Prefontaine Classic                    | Eugene         | 11e   | 10 000 m      | 33 min 03 s 54  |
| 2016  | Jeux sud-asiatiques                    | Guwahati       | 1re   | Marathon      | 2 h 38 min 38 s |
| 2016  | Jeux olympiques                        | Rio de Janeiro | 120e  | Marathon      | 2 h 59 min 29 s |

## Records personnels
| Course        | Temps           | Lieu       | Date             |
| ------------- | --------------- | ---------- | ---------------- |
| 1 000 m       | 2 min 52 s 59   | Chennai    | 14 mai 2009      |
| 1 500 m       | 4 min 39 s 47   | Chennai    | 4 octobre 2003   |
| 3 000 m       | 9 min 39 s 72   | Jamshedpur | 7 juin 2009      |
| 5 000 m       | 15 min 16 s 54  | Canton     | 26 novembre 2010 |
| 10 000 m      | 31 min 51 s 44  | Canton     | 21 novembre 2010 |
| 10 km         | 34 min 32 s     | Bangalore  | 31 mai 2009      |
| Semi-marathon | 1 h 12 min 50 s | Pune       | 6 décembre 2009  |
| Marathon      | 2 h 38 min 38 s | Guwahati   | 12 février 2016  |

| Course  | Temps         | Lieu | Date            |
| ------- | ------------- | ---- | --------------- |
| 3 000 m | 9 min 26 s 01 | Doha | 15 févroer 2008 |